# Bohotin, Iași
Bohotin este un sat în comuna Răducăneni din județul Iași, Moldova, România.
Originar din localitatea Bohotin este Busuioacă de Bohotin, un soi de viță de vie românesc.

## Așezare geografică
Este situat în apropiere de comuna Moșna și de târgul Răducăneni.

## Monument istoric
- Biserica „Sf. Nicolae” (1842-1845); IS-II-m-B-04106

## Transport
- DN28
- DJ244F